# Prix du livre européen et méditerranéen
Le Prix du livre européen et méditerranéen est un prix littéraire européen. Il a été créé en 2013 par les organisateurs des Journées du livre européen et méditerranéen en partenariat avec la Commission européenne afin de mettre en valeur des ouvrages, récits ou romans, portant sur le thème du livre européen ou méditerranéen et permettant de rapprocher les cultures de deux rives de la Méditerranée. 
Le Prix du livre européen et méditerranéen récompense ainsi chaque année un livre qui "a pour particularité de traiter des échanges culturels entre l'Europe et la Méditerranée en mettant en exergue non pas ce qui différencie les peuples des deux rives mais ce qui les rassemble".
Il est remis au lauréat à Paris par le président du jury.

## Les lauréats
- 2013 : Éric Fottorino
- 2014 : Yahia Belaskri
- 2015 : Robert Solé
- 2017 : Olivier Weber[2]
- 2018 : Jean-Marie Blas de Roblès[3]
- 2019 : Alexandre Feraga
- 2020 : Leïla Bahsaïn[4]
- 2024 : Emmanuel Ruben[5].